# Right Now (Na Na Na)
"Right Now (Na Na Na)" (Ahora Mismo en inglés) es el primer sencillo del álbum Freedom, del cantante senegalés Akon.
El tema llegó al Top 10 de la Billboard . A Right Now (Na Na Na) le siguió el lanzamiento, apenas dos semanas después, de la canción I´m So Paid, en la que Akon comparte créditos con el popular Lil Wayne y con Young Jeezy. El pasado 20 de diciembre, este tema ocupaba el lugar 31 del Top 100 de la Billboard .También fue versionada por el grupo de Post-Hardcore Asking Alexandria
- Datos: Q2452533